# (2960) Ohtaki
(2960) Ohtaki (1977 DK3) – planetoida z pasa głównego asteroid okrążająca Słońce w ciągu 3,31 lat w średniej odległości 2,22 j.a. Odkryta 18 lutego 1977 roku.